# Старо (село, Рузский городской округ)
Старо — деревня в Рузском районе Московской области России, входит в состав сельского поселения Дороховское. Население 29 человек на 2006 год, в деревне числятся 5 улиц. До 2006 года Старо входило в состав Старониколаевского сельского округа.
Деревня расположена в южной части района, в 15 километрах к юго-востоку от Рузы, у истока безымянного притока реки Елица, высота центра над уровнем моря 208 м.